# McPherson megye (Dél-Dakota)
McPherson megye az Amerikai Egyesült Államokban, azon belül Dél-Dakota államban található. Megyeszékhelye Leola, legnagyobb városa Eureka. Lakosainak száma 2411 fő (2020. április 1.). McPherson megye McIntosh, Dickey, Brown, Edmunds, Campbell és Walworth megyékkel határos.

## Népesség
A megye népességének változása:
| Lakosok száma | 2454 | 2449 | 2435 | 2457 | 2415 | 2411 |
|               | 2010 | 2011 | 2012 | 2013 | 2015 | 2020 |